# رولف أندرسن (مجدف)
رولف أندرسن (بالدنماركية: Rolf-Peter Andersen)‏ هو مجدف دنماركي، ولد في 13 يونيو 1945 في آرهوس في الدنمارك.

## وصلات خارجية
- رولف أندرسن على موقع الاتحاد الدولي للتجديف (الإنجليزية)
- رولف أندرسن على موقع أوليمبيديا (الإنجليزية)